# Kevin Harvick
Kevin Michael Harvick (nasceu no dia 8 de Dezembro de 1975 em Bakersfield, California) é um piloto aposentado de Stock Car estadunidense. Estreou na  NASCAR Cup Series em 2001, competiu desde sua estreia até 2013 com a equipe Richard Childress, e de 2014 até 2023 pertenceu a equipe Stewart-Haas Racing, onde pilotou o Ford número 4.

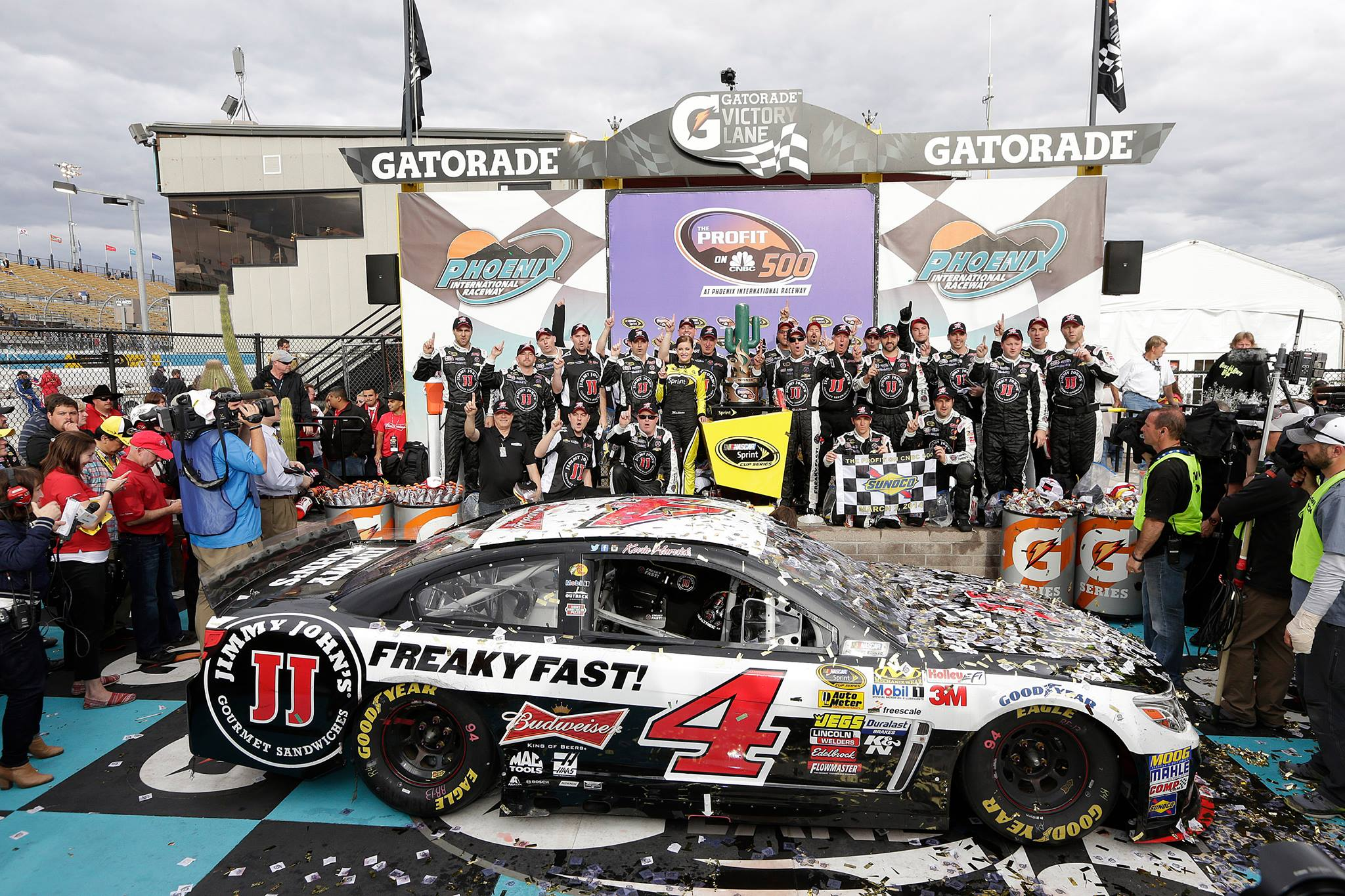
Carro de Kevin Harvick na NASCAR em 2014.

Foi campeão da NASCAR Cup Series em 2014, vice-campeão em 2015, terceiro em 2010, 2011, 2013, 2017 e 2018, quarto em 2006 e 2008, e quinto em 2003. Até novembro de 2018, obteve 45 vitorias e 188 top 5. Entre elas encontram-se as 500 Milhas de Daytona do ano 2007, as 600 Milhas de Charlotte de 2011, as 500 Milhas de Darlington de 2014 e as 400 Milhas de Brickyard de 2003. Também ganhou nove vezes em Phoenix International Raceway.
Além disso, Harvick recebeu o apodo The Closer, por ganhar muitas corridas nas ultimas voltas, especialmente durante sua fase em Richard Childress. Em 12 da suas 45 vitorias, Harvick liderou menos do 10% das voltas.
Foi duas vezes campeão da NASCAR Xfinity Series em 2001 e 2006. Também possuiu a sua própria equipe na NASCAR Nationwide Series e NASCAR Camping World Truck Series chamada Kevin Harvick Incorporated entre os anos de 2002 e 2011. 

## Carreira
Aos 19 anos, Harvick disputou uma corrida da NASCAR Truck Series em 1995. No ano seguinte, participou em quatro corridas, sem chegar entre os dez primeiros em nenhuma. Em 1997 obteve dois top 10 em 13 participações.
Em 1998 Harvick compaginou seus atividades na NASCAR Truck Series com a temporada na NASCAR West Series, correndo ambos campeonatos pela equipe Spears. Foi campeão deste ultimo campeonato com cinco vitórias e 11 top 5, enquanto na Truck Series concluiu 17º com três top 5. No ano seguinte, correu para Jim Mattei na NASCAR Truck Series, ficando 12º no campeonato com 6 top 5. Também, disputou uma corridas na NASCAR Busch Series e duas na ARCA Series, pela equipe Richard Childress Racing.

1999-2000: NASCAR Busch Series:
Em 23 de outubro de 1999, Harvick fez sua primeira largada na NASCAR Busch Series no Kmart 200 no Rockingham Speedway no Chevrolet nº 2. Ele largaria em 24º e terminaria em 42º devido a uma falha no motor. A corrida seria sua única largada em 1999. Em 2000, Harvick assinaria com a Richard Childress Racing para dirigir o Chevrolet nº 2 em sua primeira temporada completa da Busch Series. Apesar de não ter conseguido se classificar para a segunda corrida da temporada em Rockingham, Harvick venceria o prêmio de Novato do Ano da NASCAR Busch Series com três vitórias, oito resultados entre os cinco primeiros e 16 entre os dez primeiros, além de conquistar o terceiro lugar. os pontos terminam.
2001: estreia na Cup Series,substituindo Earnhardt:
Para 2001, Childress planejou comandar Harvick no 2º Chevy da Busch Series em tempo integral novamente, enquanto o desenvolvia na Winston Cup Series com até sete corridas no 30º Chevy. Ele planejava correr com Harvick com calendário completo em 2002. A morte de Dale Earnhardt na última volta do Daytona 500 de 2001 mudou os planos de Childress, e Harvick começou sua primeira corrida da Winston Cup na semana seguinte no Dura Lube 400 em Rockingham, preenchendo o assento vago pelo falecimento de Earnhardt no renumerado Chevrolet nº 29.
Em 11 de março de 2001, no Cracker Barrel Old Country Store 500 no Atlanta Motor Speedway , apenas três semanas após a morte de Earnhardt, Harvick venceu sua primeira corrida da Winston Cup na carreira em apenas sua terceira largada ao vencer Jeff Gordon por pouco . Ele venceu a corrida por apenas seis milésimos de segundo (0,006). Após a vitória, ele prestou homenagem a Earnhardt, dirigindo na pista de trás para frente com três dedos erguidos do lado de fora da janela do piloto como uma demonstração de honra e respeito. Isso quebrou o recorde de início de carreira mais precoce para um piloto vencer uma corrida, já superado por Shane Van Gisberger (2023), que realizou o feito em sua primeira corrida.
le venceu sua segunda corridupareira no Chicagoland Speedway em Joliet, Ili is .  No final da temporada, ele terminou com duas vitórias, seis Top 5 e 16 Top 10. Harvick recebeu o prêmio NASCAR Rookie of the Year e garantiu o nono lugar na classificação de pontos de 2001. Ele também venceu o campeonato Busch Series, tornando-se o primeiro piloto a vencer o campeonato Busch Series e ao mesmo tempo pilotando em tempo integral na Winston Cup Series com um resultado no Top 10. Harvick terminaria a temporada conquistando seis pole positions e fazendo 69 largadas: 35 na Cup Series, uma aparição no Winston , 33 na Busch Series e uma na Craftsman Truck Seróal de Richmond para Rick C.li " .
2002:
Em 2002, Harvick passou a temporada concentrando-se na corrida da Cup Series e só iniciaria quatro corridas na Busch Series. Harvick começou a temporada de 2002 fazendo sua primeira largada em Daytona 500 na pole externa ao lado de Jimmie Johnson, mas seu dia terminou depois de provocar um acidente de 18 carros na volta 148 enquanto corria em segundo para Jeff Gordon , relegando-o ao 36º lugar. Mais tarde na temporada, ele foi multado por um incidente pós-corrida com Greg Biffle no Bristol Motor Speedway . Harvick também foi suspenso por direção violenta em uma corrida de caminhões em Martinsville , na qual anunciou em seu rádio que girou intencionalmente o motorista Coy Gibbs ., levando a NASCAR a retirá-lo imediatamente da corrida. Mesmo que tenha sido ouvido no rádio que ele fez isso, Harvick mentiu em uma entrevista pós-corrida dizendo que não destruiu Gibbs propositalmente. Harvick foi banido da corrida da Cup Series no dia seguinte, com Kenny Wallace substituindo-o; ele também foi multado em US$ 35.000 e colocado em outra liberdade condicional (ele já estava em liberdade condicional pelo incidente de Biffle).  Harvick se recuperou e marcou sua primeira pole position na Winston Cup na Pepsi 400 em Daytona . Mais tarde na temporada, ele conquistou sua terceira vitória na Copa no Chicagoland Speedway.. Este seria um dos únicos pontos positivos em uma temporada decepcionante, já que ele terminou em 21º na classificação de pontos de 2002 com uma vitória, uma pole, cinco Top 5 e oito Top 10. Harvick se tornou o Campeão do IROC de 2002 em sua primeira temporada na Série, vencendo no California Speedway . Em Trucks, Harvick começou a colocar em campo seu próprio caminhão nº 6, pilotando sozinho em cinco corridas e vencendo em Phoenix.
2003:
Na temporada de 2003, Harvick se juntou ao chefe de equipe Todd Berrier na Cup Series, com quem ganhou o campeonato Busch em 2001. Juntos, eles venceram o Brickyard 400 em Indianápolis. Harvick e sua equipe saltaram para o quinto lugar na classificação de 2003, ficando a 252 pontos de Matt Kenseth . Na Busch Series, Harvick se juntou a Johnny Sauter , dirigindo o PayDay número 21 patrocinado pela Hershey's.carro. Os dois combinariam três vitórias, 16 Top 5 e 24 Top 10, com Harvick registrando todas as três vitórias. Eles dariam a Childress o campeonato dos proprietários da NASCAR Busch Series naquela temporada. Harvick competiu em 19 das 34 corridas, e Sauter competiu nas outras 15. Harvick também marcou oito pole positions e terminou em 16º na classificação final de pilotos.
2004, Primeira temporada sem vitórias:
Em 28 de agosto durante o Sharpie 500 de 2004 no Bristol Motor Speedway , Harvick teve uma das sequências de eventos mais bizarras acontecendo com ele. Na volta 323, Harvick comunicou por rádio à sua tripulação que seu braço direito havia adormecido sobre ele e ficou dormente, o que dificultou a operação adequada de seu carro de corrida e precisava de um piloto reserva. A advertência veio 5 voltas depois e Harvick seguiu para o pit road e foi retirado do carro. Ele foi substituído por Kyle Petty , que se envolveu em um acidente anterior na mesma corrida. Petty terminou em 24º, 6 voltas atrás de Harvick.  Harvick ainda conseguiu ficar em 8º em pontos, mas nas últimas 2 corridas da temporada regular na Califórnia e Richmond, Harvick cairia de 8º para 15º na classificação, perdendo o primeiro Chase for the Nextel Cup . A temporada de Harvick também foi conhecida por seus conflitos com Matt Kenseth em Pocono e o novato Kasey Kahne em Phoenix.  Embora não tenha vencido na temporada da Copa Nextel de 2004, Harvick ficou em terceiro lugar na votação para o Piloto Mais Popular. Ele teve quatorze resultados no Top 10 e terminou em 14º em pontos. Harvick fez dupla com outro piloto da Busch Series, o novato Clint Bowyer . Eles combinaram uma vitória, 13 Top 5 e 20 Top 10 no carro nº 21, com a Reese's Peanut Butter Cups como patrocinadora. Harvick dirigiu o carro nº 29 da Busch na corrida final da temporada em Homestead – Miami Speedway no Ford 300, que ele conquistaria sua segunda vitória da temporada. Ele terminou em 14º na classificação final. O carro nº 21 terminou em quarto lugar na classificação dos proprietários.
2005:
Na temporada de 2005, a única vitória de Harvick na Copa veio no Food City 500 em Bristol Motor Speedway , apesar de ter largado na retaguarda do campo. Ele venceu sem a ajuda do chefe da equipe Todd Berrier, que cumpria suspensão de quatro semanas por violação das regras. Na Busch Series, Harvick fez dupla com Brandon Miller . Harvick e Miller combinaram 3 vitórias, 15 primeiros cinco e 19 primeiros dez para dar ao 21º lugar seu segundo quarto lugar na classificação do proprietário. Harvick venceria sua primeira "varredura" de sua carreira em Bristol, vencendo a corrida Sharpie Professional 250 Busch e a corrida Food City 500 Cup, dando-lhe também uma quarta vitória recorde da Busch Series na pista (empatando comMorgan Pastor ). Harvick terminou em 14º na classificação da série Cup e em 18º na classificação de pilotos da série Busch.
2006: Segundo campeonato Busch e primeira aparição no Chase:
Em 2006, Harvick decidiu comandar ambas as séries Top 2 da NASCAR como piloto em tempo integral para Richard Childress. Na Busch Series, Harvick estaria programado para correr todas as 35 corridas, com três carros diferentes. Ele correu quatro corridas para sua equipe no nº 33, a abertura da temporada em Daytona no nº 29 de Childress, e as 30 corridas restantes para o nº 21 do RCR. Ele venceu sua primeira corrida da Busch Series da temporada de 2006 em Nashville Superspeedway . Ele seguiu a vitória com uma varredura de fim de semana nas corridas Busch Series e Sprint Cup no Phoenix International Raceway . Harvick teve nove vitórias, 23 Top 5 e 32 Top 10 na Busch Series. Ele conquistou o campeonato NASCAR Busch Series de 2006 em 13 de outubro de 2006, no Lowe's Motor Speedway no Dollar General 300. Foi a primeira conquista do campeonato na Busch Series, garantindo o título a quatro corridas do fim. Ele terminou a temporada com uma margem recorde de 824 pontos na classificação final.
Na série Nextel Cup, Harvick, junto com o companheiro de equipe Jeff Burton , marcou as primeiras vagas para Richard Childress Racing no Chase for the Cup . Harvick teria 3 vitórias, 11 top 5 e 14 top 10 indo para a perseguição.
Depois de uma vitória dominante em New Hampshire, Harvick teria uma sequência de Chase abaixo do padrão. Ele caiu para o sexto lugar na classificação até terminar em terceiro no Texas. Depois disso, houve outro desempenho dominante no Checker Auto Parts 500 no Phoenix International Raceway em 12 de novembro. Harvick venceria a corrida, subindo para o terceiro lugar em pontos. No final da temporada em Homestead-Miami Speedway , Harvick terminaria em quinto lugar na corrida e cairia para quarto na classificação final para o eventual campeão da NASCAR Sprint Cup Series de 2006, Jimmie Johnson .
2007: vitória em DAYTONA 500:
Harvick abriu a série Sprint Cup de 2007 com uma dramática passagem na volta final no Daytona 500 , batendo Mark Martin por 0,020 segundos em uma finalização xadrez verde-branca, a margem mais próxima nos 500 desde que a pontuação eletrônica começou em 1993. Ele se tornaria apenas o quarto piloto da NASCAR a vencer as corridas nacionais e da Copa no fim de semana de abertura em Daytona. Com a vitória, Harvick também se tornou o sexto de oito pilotos a vencer tanto o Daytona 500 quanto o Brickyard 400 , seguindo Jeff Gordon , Dale Earnhardt , Dale Jarrett , Bill Elliott , Jimmie Johnson , e precedendo Jamie McMurray.e Ryan Newman .  Harvick ficaria quieto pelo resto da temporada, sua única outra vitória vindo na Sprint All-Star Race e terminando em 10º em pontos.
Em 2007, Harvick começou a temporada da Nationwide Series vencendo o Orbitz 300 em Daytona, conquistando sua primeira vitória em uma corrida de placa restritiva, bem como a primeira vitória do novo patrocinador AutoZone na Nationwide Series da NASCAR. Ele também venceu no New Hampshire International Speedway , vencendo o Camping World 200 apresentado pela RVs.com . Ele também acabou vencendo inesperadamente a corrida inaugural em Montreal em agosto, a NAPA Auto Parts 200 , após faltando duas voltas para o final, o líder Robby Gordon recebeu bandeira preta por causar intencionalmente um acidente envolvendo o estreante Marcos Ambrose . A vitória foi considerada um pouco perturbadora, pois muitos esperavam que os jogadores do circuito de estradapara dominar e Harvick largou em 43º na corrida devido a uma mudança de piloto. 
2008:Segunda temporada sem vitória:
Harvick não venceu em 2008, mas ainda conseguiu um quarto lugar no Chase de 2008 pela Sprint Cup . O quarto lugar na classificação de 2008 empatou em 2006 com sua maior pontuação no final da temporada. Harvick também passou a temporada inteira sem uma única desistência pelo segundo ano consecutivo. Na Nationwide Series, ele correu vinte e duas corridas para sua equipe com patrocínio da Camping World , Rheem e RoadLoans. Ele também não venceu nenhuma corrida nesta série. Sua única vitória veio em uma corrida de caminhões em Phoenix.
2009: Terceira temporada sem vitórias:
Harvick começou a temporada de 2009 vencendo o Budweiser Shootout com um passe na última volta sobre Jamie McMurray . Depois que Harvick danificou seu carro principal na Daytona 500 de 2009 , sua equipe mudou para seu carro Shootout e ele terminou em segundo quando a corrida foi declarada oficial mais cedo devido à chuva.
Esta não foi sua pior temporada, apesar da pontuação. Ele não conseguiu uma única vitória na série da copa este ano sabendo que teve sucesso na série Nationwide e na série de caminhões, com um total de 5 vitórias nesta temporada. Auto Club na Califórnia, Harvick explodiu o motor e sofreu sua primeira desistência em 82 partidas. Ele venceu a primeira corrida da Nationwide Series de 2009 em Bristol, sua primeira vitória em seu carro. Além disso, ele venceu a corrida Camping World Truck Series no Martinsville Speedway . Durante a temporada, Gil Martin se tornou o novo chefe de equipe de Harvick quando Childress decidiu trocar todos os membros da equipe nº 07 e nº 29, exceto os pilotos e observadores, dando assim a Casey Mears" O chefe da tripulação de Harvick, Todd Berrier " .  Nas primeiras cinco corridas após a troca, Harvick terminou com uma média de 25,4, terminando em 34º, 11º, 41º, 17º e 24º respectivamente. Pouco tempo depois, surgiram relatos afirmando que Harvick havia pedido a rescisão de seu contrato no final da temporada de 2009 para ingressar na Stewart-Haas Racing na temporada de 2010. Harvick recusou-se a comentar publicamente sobre onde iria pilotar em 2010. Sua melhor corrida aconteceu na Pep Boys Auto 500 no Atlanta Motor Speedway , onde Harvick teve o melhor carro em uma corrida longa e liderou durante a maior parte da corrida, mas teve a vitória negada após uma advertência no final da corrida da qual o eventual vencedor da corrida Kasey Kahneaproveitou quando passou por Harvick no reinício; ele terminou em segundo. Ele perderia a perseguição pela primeira vez desde 2005 e terminou em um decepcionante 19º lugar na classificação final.
2010: A redenção:
A temporada de 2010 de Harvick foi considerada um ano de recuperação. Ele começou da mesma forma que fez em 2009 ao vencer o Budweiser Shootout com um passe na penúltima volta em uma situação xadrez verde-branco. Harvick ficou em segundo lugar em seu Gatorade Duel por centímetros, atrás de Jimmie Johnson . Ele liderou o maior número de voltas no Daytona 500, mas acabou terminando em sétimo. Ele seguiu seu sétimo em Daytona com um segundo no Auto Club Speedway novamente para Jimmie Johnson. Após a corrida, Harvick disse à mídia que a equipe nº 48 (de Johnson) "tinha uma ferradura dourada enfiada na bunda". Após a corrida, Harvick conseguiu outro segundo lugar para Johnson no Las Vegas Motor Speedway . Ele venceu Aaron's 499depois de três situações de xadrez verde-branco, ultrapassando Chase for the Sprint CupJamie McMurray naquela que foi a 88ª mudança de liderança da corrida, estabelecendo um novo recorde da NASCAR. Em 3 de julho, Harvick conquistou sua segunda vitória do ano ao vencer a Coke Zero 400 em Daytona. Em 15 de agosto, Harvick conquistou sua terceira vitória do ano ao vencer o Carfax 400 em Michigan. Sua vitória em Michigan o garantiu pela quarta vez. Ele terminou a temporada regular em primeiro lugar em pontos, mas começou o Chase em terceiro depois que os pontos foram ajustados. Durante o Chase de 10 corridas, Harvick marcou cinco primeiros cinco e nove dez primeiros. Apesar de marcar uma pontuação média de 5,8 (melhor no Chase de 2010 e terceiro melhor de todos os tempos no Chase), Harvick terminou em terceiro lugar geral, 41 pontos atrás do campeão de 2010 Jimmie Johnson .
Harvick também conquistou sua primeira pole na carreira no Camping World Truck Series no Gateway International Raceway em seu próprio Chevrolet Silverado nº 2 . Isso adicionou Harvick à lista de pilotos da NASCAR que ganharam um prêmio de pole e uma corrida em cada uma das três principais séries da NASCAR.
2011:Rivalidade com Kyle Busch:
Com a saída da Royal Dutch Shell no final de 2010, as equipes nº 29 procuravam um novo patrocinador. Em agosto de 2010, foi anunciado que para 2011, o patrocinador principal do carro seria a Budweiser por 20 corridas.  Somando-se ao novo patrocínio de Harvick, em 25 de janeiro de 2011, Jimmy John's e Richard Childress Racing chegaram a um acordo plurianual para patrocinar a equipe nº 29 da Sprint Cup por 6 corridas em 2011. Harvick venceu sua 15ª corrida da Copa da carreira em Auto Club Speedway após ultrapassar o atual campeão da série, Jimmie Johnsonna curva final em uma finalização semelhante à corrida anterior em 2010. Como uma piada com as palavras de Harvick em 2010, Johnson perguntou a Harvick em cerimônias pós-corrida se "posso ter minha ferradura dourada de volta". Harvick conquistou sua segunda vitória consecutiva do ano no Martinsville Speedway . Harvick então venceu a Coca-Cola 600 depois que Earnhardt Jr. ficou sem combustível na última curva na volta 402.  Ele venceria mais tarde em Richmond, derrotando Jeff Gordon por pouco devido a um pit stop no final da corrida que embaralhou Harvick. para a liderança.
Durante a temporada de 2011, Kevin Harvick e seu colega piloto Kyle Busch se envolveram em uma rivalidade. Depois que Harvick destruiu Busch intencionalmente no Ford 400 2010 em Homestead, ele e Busch se envolveram várias vezes durante as temporadas de 2011. Um incidente pós-corrida em Darlington, em maio de 2011, levou a NASCAR a colocar os dois pilotos em liberdade condicional e multá-los em US$ 25.000. Mais tarde naquela temporada, Kyle Busch se envolveu com um grupo de pilotos ligados à equipe de Harvick, como Elliott Sadler e Ron Hornaday Jr. Harvick conseguiu terminar bem em todas as três séries, terminando em terceiro em pontos na Copa e conquistando o título de proprietário da Truck Series de 2011. Championship em sua última temporada como dono de equipe.
No final da temporada, Harvick anunciou que fecharia a Kevin Harvick, Inc. porque queria se concentrar em ganhar um campeonato da Sprint Cup Series. Em sua declaração anunciando o fechamento, Harvick disse que a diferença nos custos de entidades semelhantes entre os carros da Nationwide e da Cup Series tornava matematicamente impossível para uma equipe não afiliada à Copa operar de forma eficaz. Harvick também admitiu que seu objetivo original ao formar a KHI era alcançar o sucesso na Truck Series que ele não conseguiu antes de dirigir na Winston Cup, e isso floresceu em um empreendimento para construir carreiras de pilotos. Ele vendeu KHI para Richard Childress.
2012:
Embora sem vitórias na temporada regular, Harvick fez o Chase de 2012 com consistência. Em Phoenix, Harvick evitou uma corrida caótica para conquistar sua única vitória da temporada e a 19ª de sua carreira. Ele terminou em 8º em pontos.
2013: Temporada final na RCR:
Em 2013, em Daytona, Harvick evitou um acidente de treino na última sessão de treinos, e o mesmo no Sprint Unlimited. Mais tarde, ele empataria o recorde de Tony Stewart e Dale Jarrett de vitórias no Clash/Shootout/Unlimited. Ele também venceu seu duelo Budweiser. Ele sofreu um acidente na volta 35 do Daytona 500 e terminou em 41º. Harvick venceu sua primeira corrida da temporada no Toyota Owners 400 de 2013 , que encerrou a seqüência de quatro anos de vitórias consecutivas de Kyle Busch na corrida de primavera em Richmond. Na Coca-Cola 600, Harvick assumiu a liderança no último ciclo de pit stops e segurou Kasey Kahne para vencer seu segundo 600. Harvick conquistou sua primeira pole position desde setembro de 2006 na qualificação para o Hollywood Casino 400 de 2013 . Ele dominou a corrida, liderando 138 voltas, e sobreviveu a um evento cheio de destroços para conquistar sua terceira vitória da temporada. Harvick venceu sua quarta corrida do ano na corrida de Phoenix , assumindo a liderança na bandeira branca quando Carl Edwards ficou sem gasolina. Sua gestão na RCR terminou na semana seguinte em Homestead-Miami com um 10º lugar. Harvick terminou a temporada em terceiro em pontos novamente, com quatro vitórias, nove Top 5, 21 resultados no Top 10 e uma pole position.
2014: Campeonato com Stewart-Haas Racing na Cup Series
Foi oficialmente confirmado em 22 de janeiro de 2013 que Harvick trocaria de time e se juntaria à Stewart-Haas na temporada de 2014. Harvick e Childress disseram que a separação foi mútua e que era hora de Harvick seguir em frente. A Stewart-Haas Racing não confirmou qual patrocinador ou número seria dado a Harvick. Durante os relatórios oficiais foi relatado, mas não oficialmente, que a Budweiser estava interessada em ficar com Harvick.  Em 12 de julho de 2013, foi confirmado que Harvick dirigiria o Chevrolet nº 4, e substituiria Ryan Newman , que se separou da Stewart-Haas Racing no final da temporada. Harvick manteve a Budweiser como seu patrocinador principal por 21 corridas, com Jimmy John'spatrocinando as corridas restantes da temporada de 2014.  Em outubro, foi anunciado que Harvick também executaria uma programação parcial na Nationwide Series em 2014, competindo em um mínimo de 12 corridas pela JR Motorsports .  Apesar de terminar em segundo lugar em seu duelo Budweiser em uma finalização fotográfica contra Matt Kenseth e Kasey Kahne , Harvick falhou na inspeção pós-corrida e seu final no duelo foi anulado. Com isso, Harvick largou a Daytona 500 em 38º, ficando na 500 na Provisória. Harvick correu na frente durante o Daytona 500, mas foi pego em uma queda na última volta ao sair da curva 4 e foi pontuado na 13ª posição.
Na semana seguinte em Phoenix, Harvick largou em 13º e dominou a corrida, liderando 224 das 312 voltas, segurando Dale Earnhardt Jr. e Brad Keselowski nas últimas sete voltas para vencer. Esta foi a primeira vitória de Harvick pela Stewart-Haas Racing e empatou com Jimmie Johnson com o maior número de vitórias de todos os tempos em Phoenix. 
No entanto, seguindo Phoenix veio um trecho bizarro de cinco corridas em que Harvick terminou em 36º ou pior quatro vezes, devido a uma falha no cubo em Las Vegas (41º), um corte na linha de óleo em Bristol (39º), um pneu estourado no Auto Club ( 36º) e uma falha de motor no Texas (42º) – cada vez desperdiçando um dos carros mais rápidos da pista, além de liderar o maior número de voltas.
Em Darlington, Harvick dominou o Southern 500 dos Bojangles e ultrapassou Dale Earnhardt Jr. na última volta para vencer sua segunda corrida pela Stewart-Haas Racing. Harvick quase venceu a Coca-Cola 600 pela terceira vez em quatro anos, mas um pit stop ruim a 250 voltas do fim custou-lhe a corrida. Ele se recuperou para terminar em segundo lugar, mas terminou 5,55 segundos atrás de Jimmie Johnson .
Harvick conquistou a pole, tanto em Michigan quanto em Indianápolis . Na Irwin Tools Night Race , Harvick controlou a corrida cedo. Sua corrida, no entanto, piorou quando Harvick foi posteriormente penalizado pela NASCAR por excesso de velocidade no pit road, garantindo um 11º lugar. Durante o Chase, agora em formato de eliminação, Harvick venceu o Bank of America 500 em Charlotte, dando-lhe sua terceira vitória da temporada e garantindo seu avanço para a próxima rodada.
No Texas Motor Speedway, Harvick conseguiu o segundo lugar, mas gerou polêmica depois de instigar uma briga entre Jeff Gordon e Brad Keselowski no pit road imediatamente após a corrida.
Em Phoenix, Harvick venceu a corrida e varreu as duas corridas de 2014 em Phoenix, permitindo-lhe passar para a rodada final do Chase em Homestead.
No Homestead – Miami Speedway, Harvick foi consistente o dia todo, ocasionalmente lutando com Jeff Gordon pela liderança. Depois de uma advertência tardia, Harvick decidiu ir para os boxes com quatro pneus. Recuperando-se após reiniciar fora do top 10, Harvick conseguiu chegar ao Top-5, quando ocorreu outra advertência. Harvick tirou a liderança de Denny Hamlin e, no final, segurou o outro candidato ao campeonato Ryan Newman para vencer o Ford Ecoboost 400 e o Sprint Cup Championship por uma posição sobre Newman. Este foi o primeiro campeonato da Sprint Cup Series de Kevin Harvick em sua carreira.

### 2015
No Sprint Unlimited , Harvick terminou em 11º lugar, apesar de ter recebido pequenos danos em seu carro devido a um acidente no início da corrida.
Harvick começou a temporada terminando em segundo lugar no Daytona 500 . Em Las Vegas, Harvick segurou Martin Truex Jr. para vencer sua primeira corrida da temporada. Harvick venceu novamente na semana seguinte, com sua quarta vitória consecutiva em Phoenix e uma sétima vitória recorde na pista geral. No Auto Club, Harvick conseguiu terminar em segundo, desta vez para Brad Keselowski . Isso elevou sua seqüência de resultados entre os 2 primeiros para oito corridas no total. Parecia que Harvick estava a caminho de empatar com Richard Petty no maior número de resultados consecutivos no Top 2, mas essa sequência chegou ao fim com um oitavo lugar em Martinsville.
Harvick então conseguiu quatro resultados consecutivos no Top 10 em Daytona, Kentucky, New Hampshire e Indianápolis. Na primeira corrida do Chase em Chicagoland , Harvick terminou em 42º depois de ter um pneu furado e rodar contra a parede devido ao contato com Jimmie Johnson algumas voltas antes na relargada. Um confronto ocorreu depois que Harvick se encontrou com Johnson e lhe deu um leve soco no peito . Harvick dominou a próxima semana em Loudon, liderando 216 das 300 voltas. No entanto, ele ficou sem gasolina, permitindo que Matt Kenseth vencesse. Harvick terminou em 21º, colocando-o em risco de ser eliminado do Chase. Na semana seguinte, no Dover International Speedway, Harvick dominou a maior parte da corrida para conquistar a terceira vitória da temporada, liderando 351 das 400 voltas no processo. Essa vitória permitiu a Harvick garantir uma vaga na próxima rodada do Chase, após evitar por pouco ser eliminado.
Na corrida final das oitavas de final em Talladega, Harvick estava novamente em uma situação difícil. Durante uma reinicialização do verificador verde-branco, o carro de Harvick não conseguiu acelerar, o que provocou um acidente com vários carros. Devido à cautela demonstrada logo após os líderes cruzarem a linha de chegada, a corrida foi considerada oficial e Joey Logano foi declarado vencedor. Denny Hamlin, que competia com Harvick por uma vaga na próxima rodada, foi apanhado nos destroços e eliminado do Chase. Harvick conseguiu evitar o naufrágio e terminou em 15º, avançando para a próxima rodada do Chase. Trevor Bayne, que foi atingido no painel lateral por Harvick que desencadeou o naufrágio, acusou-o de girá-lo intencionalmente para garantir uma vaga na próxima rodada. Kevin Harvick e seu chefe de equipe, Rodney Childers, alegaram que tentaram sair do caminho durante a reinicialização, sabendo que seu motor estava falhando. Na primeira corrida das oitavas de final, Harvick terminou em 8º em Martinsville. Na semana seguinte, no Texas, ele conseguiu terminar em 3º, apesar de ter um câmbio com defeito que o forçou a dirigir com uma mão nas últimas voltas.
Em Homestead, Harvick ficou a uma posição do campeonato, terminando em 2º na corrida e o campeonato para Kyle Busch . A 3 voltas do final, Harvick estava se aproximando de Busch, mas ficou sem tempo, terminando em 2º atrás dele por 1,5 segundos.
Apesar de seu segundo lugar no campeonato, Harvick liderou a classificação de pontos durante grande parte da temporada regular, desde a terceira corrida da temporada em Las Vegas até o Federated Auto Parts 400 em Richmond (um período de 24 corridas). Após a última corrida, ele caiu para o quarto lugar na classificação, permitindo que Johnson assumisse a primeira posição. Ele então caiu para 15º (11 posições atrás) após a corrida de Chicagoland, com Matt Kenseth assumindo a liderança dos pontos. Após a corrida de outono em Martinsville, Harvick voltou para o quarto lugar na classificação.  Quando a corrida de outono em Phoenix foi encurtada devido à chuva, Harvick retomou a liderança de pontos.

### 2016
Na Daytona 500 de 2016 , Harvick manteve-se na frente durante a maior parte da corrida e acabaria terminando em 4º. Harvick conquistaria sua primeira vitória da temporada em Phoenix ao derrotar Carl Edwards em uma finalização fotográfica por uma margem de 0,10, a finalização mais próxima na história da pista. A vitória foi a oitava vitória de Harvick em Phoenix.
Nas semanas seguintes, Harvick terminou consistentemente no Top 10. Sua primeira desistência da temporada logo aconteceria em Daytona , onde ele se envolveu em um grande acidente na volta 90. Outra corrida difícil aconteceria cinco semanas depois em Watkins Glen , devido ao forte contato de David Ragan após girar a 7 voltas do fim. Na semana seguinte, Harvick conquistaria sua segunda vitória da temporada em Bristol , onde segurou Ricky Stenhouse Jr. nas últimas 50 voltas da corrida.
Na primeira corrida do Chase pela Sprint Cup em Chicagoland , Harvick largaria na retaguarda do pelotão devido a modificações corporais não aprovadas, mas rapidamente voltou para a frente em 30 voltas. Ele seria colocado uma volta atrás devido a uma advertência prematura enquanto Harvick estava no pit road porque não venceu o líder, Martin Truex Jr. , na linha de largada e chegada. Ele nunca mais voltou à primeira volta no restante da corrida e terminou em 20º. A terceira vitória de Harvick na temporada aconteceria na semana seguinte em Loudon, onde ultrapassou Matt Kenseth no reinício tardio da corrida a 7 voltas do fim. Na próxima semana em Dover, Harvick teria uma barra quebrada e teria que ir para a garagem, mas já estava garantido para a próxima rodada devido à vitória em New Hampshire. Na semana seguinte em Charlotte, Harvick conquistaria a pole e lideraria 155 voltas antes de ter problemas elétricos na volta 154, ao mesmo tempo em que Joey Logano teve um problema de pneu e bateu na parede. Chegando ao Kansas, Harvick ficou em 12º na classificação do Chase e estaria em uma situação de vitória obrigatória para chegar às oitavas de final, mas isso não foi problema para Harvick, pois ele dominaria a corrida junto com Matt Kenseth até que Kenseth desaparecesse após bater a parede. Harvick lideraria 267 voltas até a vitória, no final da corrida, Carl Edwards, assumiria a liderança e lideraria várias voltas, mas depois de algumas advertências e reinicializações, Harvick recuperaria a liderança e enquanto Edwards e Kyle Busch batalhariam arduamente pelo 2º lugar, Harvick se afastaria para obter sua 4ª vitória da temporada, e avançaria para as oitavas de final no Chase, mas seria oficialmente eliminado nas oitavas de final. Ele encerraria sua temporada de 2016 vencendo a pole e terminando em 3º em Homestead-Miami.

### 2017
Para 2017, Stewart-Haas mudou da Chevrolet para a Ford. Harvick venceu a Etapa 2 e liderou o maior número de voltas na Daytona 500 de 2017 . Um grande acidente na volta 129 impediria Harvick de superar seu sólido dia de folga e terminaria em 22º. Na próxima semana em Atlanta, Harvick continuou seu impulso ao capturar a pole position. Assim que a bandeira verde foi hasteada, Harvick manteve a liderança e não olhou para trás. Ele lideraria 292 das 325 voltas, um recorde da corrida para ele, e também venceria ambas as etapas da corrida. Faltando menos de 20 para o fim, o carro de Austin Dillon sofreu uma falha de energia, configurando uma advertência no final da corrida. O campo iria para os boxes e Harvick receberia uma penalidade devastadora no pit road. Isso o colocou no final da fila mais longa e o impediria de encerrar a corrida e vencer mais uma vez. Harvick avançaria apenas até a 9ª posição. Apesar de suas performances decepcionantes, ele lideraria a classificação de pontos ao sair de Atlanta devido às vitórias nas etapas e à consistência durante as duas corridas. 
Harvick correu no evento K&N Pro Series West em Sonoma Raceway , sua primeira corrida na série desde Iowa Speedway em 2007, pilotando o número 4 da Jefferson Pitts Racing .  Harvick assumiu a liderança de Michael Self na volta 42 para vencer a corrida.  Um dia depois, ele venceu o Toyota/Save Mart 350 para varrer o fim de semana, sua segunda vitória em uma pista de estrada e a primeira em Sonoma. O companheiro de equipe Clint Bowyer terminou em segundo para marcar Stewart-Haas por 1–2. Durante a perseguição, Harvick lutou durante a primeira rodada, terminando em 36º em Loudon e 17º em Dover. Embora seus pontos nos playoffs e pontos na fase o tenham salvado da eliminação. A segunda rodada foi um pouco melhor para Harvick, embora ele tenha sofrido uma desistência em Talladega, mais uma vez seus pontos na etapa o impediriam de ser eliminado. Harvick terminou em 5º em Martinsville depois de escorregar até o final após contato na última volta. Na semana seguinte, no Texas, Harvick venceria a etapa 1, lideraria um total de 35 voltas e venceria a corrida. A vitória de Harvick lhe garantiria uma vaga no Campeonato 4 em Homestead. A vitória também foi a primeira de Harvick no Texas, deixando Kentucky e Pocono como as únicas pistas que Harvick ainda não venceu. Na semana seguinte em Phoenix, Harvick terminou em 5º. Isso marcou a primeira temporada desde 2011 em que Harvick não venceu uma corrida em Phoenix. No final da temporada em Homestead, Harvick começou forte, liderando o campeonato em um ponto, porém, depois de bater em alguns destroços e perder o controle do carro, Harvick não conseguiu correr com os líderes Truex e Busch durante a corrida final com bandeira verde. . Ele terminou em 4º na corrida e em 3º na classificação final. Com as aposentadorias de Dale Jr. e Matt Kenseth, Harvick e seu rival de longa data Jimmie Johnson se tornaram os pilotos mais velhos em tempo integral na Cup Series.

### 2018
Harvick começaria a temporada de 2018 com uma desistência no Daytona 500 , depois de se envolver em um acidente no meio da corrida, terminando em 31º, mas conquistaria vitórias consecutivas dominantes em Atlanta (a primeira desde 2001) e Las Vegas . Esta seria a primeira vez que Harvick conquistaria vitórias consecutivas desde 2015, onde venceu em Las Vegas e Phoenix. Seria também sua 100ª vitória na carreira nas três principais séries da NASCAR. No entanto, sua vitória em Las Vegas não contaria para os playoffs, pois ele recebeu uma penalidade L1 por o vidro traseiro do carro não estar protegido o tempo todo. Ele somou 20 pontos, o chefe da equipe Childers foi multado em US$ 50 mil e o chefe do carro, Robert Smith, suspenso pelas próximas duas corridas.  Apesar de Childers estar ausente noNa corrida de Phoenix e na penalidade da semana passada, Harvick conseguiu sua 40ª vitória na carreira e finalmente conquistaria três vitórias consecutivas após quatro tentativas anteriores, pela primeira vez em sua carreira. Vindo para a Califórnia , quatro seguidas não funcionariam para Harvick, pois ele se envolveu em um acidente com Kyle Larson no início da corrida, e terminaria em 35º lugar, nove voltas atrás. Ele terminou em quinto em Martinsville , em segundo no Texas , em sétimo em Bristol , em quinto em Richmond e em quarto em Talladega . Em Dover , Harvick dominou liderando o maior número de voltas e marcando sua quarta vitória do ano. Na semana seguinte no Kansas, ele foi novamente dominante, marcando a pole, terminando em segundo em ambas as etapas e assumindo a liderança a duas voltas do fim para vencer sua quinta corrida da temporada. Isso empatou com o maior número de vitórias para Harvick em uma temporada. Harvick foi o primeiro piloto a vencer cinco das primeiras 13 corridas desde Jeff Gordon em 1997. Uma semana depois, na All-Star Race , Harvick continuou sua seqüência de vitórias mais uma vez, vencendo as etapas 1 e 3 e segurou Daniel Suárez para vencer por a primeira vez em 11 anos depois de vencer em 2007 ao dirigir o carro nº 29 da RCR. Nas sete corridas seguintes, Harvick terminaria fora dos cinco primeiros apenas duas vezes: em Charlotte , após uma falha de pneu, e em Daytona , após ser pego em um acidente na prorrogação. Em Nova Hampshire, Harvick permaneceu entre os 10 primeiros durante a maior parte da corrida e com menos de 15 para o final, Harvick aproveitou o solavanco e correu sobre Kyle Busch e manteve a liderança para obter sua sexta vitória do ano, a melhor de sua carreira. Ele terminou em quarto lugar em Pocono e em 10º em Watkins Glen . Chegando a Michigan , Harvick terminou em segundo lugar seis vezes desde que venceu lá em 2010. Ele venceu as duas etapas e liderou 108 voltas rumo à sua sétima vitória na temporada.
Nos playoffs, Harvick obteve finalizações consistentes e usou pontos dos playoffs para avançar para as oitavas de final, onde conquistou sua oitava vitória da temporada no Texas após vencer as fases 1 e 2. No entanto, ele foi penalizado com 40 pontos e teve o vitória prejudicada devido a uma infração de spoiler pós-corrida, que o colocou 3 pontos acima da linha de corte rumo a Phoenix .  Harvick superou um pneu furado durante a corrida de Phoenix para garantir pontos suficientes para chegar ao Campeonato 4 em Homestead. No final da temporada, Harvick correu na frente durante a maior parte do início da corrida, mas seu carro se soltou com o passar da noite. Harvick se viu em posição de vencer a corrida depois que a estratégia dos boxes lhe deu a liderança na fase final da corrida, mas uma advertência inoportuna lhe custou a vitória. Harvick lutou pela liderança no reinício final, mas foi ultrapassado pelo eventual vencedor Joey Logano. Harvick afirmou "Acabamos de ser derrotados esta noite" após a corrida. Ele terminou a temporada em terceiro na classificação de pontos, vencendo oito corridas, o melhor de sua carreira, e empatando com Kyle Busch com o maior número de vitórias do ano.

### 2019
Harvick começou sua temporada de 2019 vencendo o Duelo 1 dos Gander RV Duels de 2019 em Daytona . Ele terminou em 26º no Daytona 500 de 2019 , após uma queda tardia. Depois de Daytona, Harvick terminou entre os 10 primeiros em 6 vezes consecutivas, incluindo 3 entre os cinco primeiros. Seguir o Texas foi um trecho de altos e baixos que durou até a corrida #19. No Bristol Motor Speedway, ele terminou em 13º lugar medíocre depois de passar pelo trânsito. Richmond não foi ruim, pois esteve consistentemente entre os 5 primeiros a noite toda e terminou em 4º. As coisas pioraram em Talladega, onde ele conquistou sua segunda desistência da temporada, tudo em SuperSpeedways. Harvick se recuperou com um 4º lugar em Dover. Ele conseguiu a pole no Kansas e parecia que ia vencer, mas uma parada ruim dos membros da tripulação o obrigou a terminar em 13º. Harvick quase venceu a corrida All-Star, mas terminou em segundo, atrás de Kyle Larson. Ele então terminou em 10º na Coca-Cola 600. Uma roda solta em Pocono o fez terminar em 22º lugar. Então, nas duas corridas seguintes, ele terminou entre os 7 primeiros. Ele então terminou fora dos 10 primeiros nas três corridas seguintes. Em Chicagoland, Harvick se saiu bem em ambas as etapas, mas uma roda solta o levou a terminar um medíocre 14º lugar. Então, no fim de semana seguinte, ele terminou em 29º depois de ser recolhido no Big One, mas ainda conseguiu correr até a linha de chegada dirigindo seu carro destruído. Então Kentucky foi pior ao terminar em 22º novamente. Indo para New Hampshire, Harvick teve números decentes, mas ainda não venceu ao longo da temporada, após 19 corridas. Então, nas próximas 7 corridas, ele terminou entre os 7 primeiros em 6 corridas. Seu único resultado fora dos 10 primeiros foi em Bristol, quando sofreu uma desistência devido a um problema de transmissão. Ele acrescentou esse grande impulso com vitórias em New Hampshire, Michigan e Indianápolis. Seus playoffs também foram consistentes, pois nas oitavas de final ele terminou em 2º em Las Vegas, 7º em Richmond e em terceiro no Então Kentucky foi pior ao terminar em 22º novamente. Indo para New Hampshire, Harvick teve números decentes, mas ainda não venceu ao longo da temporada, após 19 corridas. Então, nas próximas 7 corridas, ele terminou entre os 7 primeiros em 6 corridas. Seu único resultado fora dos 10 primeiros foi em Bristol, quando sofreu uma desistência devido a um problema de transmissão. Ele acrescentou esse grande impulso com vitórias em New Hampshire, Michigan e Indianápolis. Seus playoffs também foram consistentes, pois nas oitavas de final ele terminou em 2º em Las Vegas, 7º em Richmond e em terceiro no Então Kentucky foi pior ao terminar em 22º novamente. Indo para New Hampshire, Harvick teve números decentes, mas ainda não venceu ao longo da temporada, após 19 corridas. Então, nas próximas 7 corridas, ele terminou entre os 7 primeiros em 6 corridas. Seu único resultado fora dos 10 primeiros foi em Bristol, quando sofreu uma desistência devido a um problema de transmissão. Ele acrescentou esse grande impulso com vitórias em New Hampshire, Michigan e Indianápolis. Seus playoffs também foram consistentes, pois nas oitavas de final ele terminou em 2º em Las Vegas, 7º em Richmond e em terceiro no Ele acrescentou esse grande impulso com vitórias em New Hampshire, Michigan e Indianápolis. Seus playoffs também foram consistentes, pois nas oitavas de final ele terminou em 2º em Las Vegas, 7º em Richmond e em terceiro no Ele acrescentou esse grande impulso com vitórias em New Hampshire, Michigan e Indianápolis. Seus playoffs também foram consistentes, pois nas oitavas de final ele terminou em 2º em Las Vegas, 7º em Richmond e em terceiro noCharlotte Roval avançou para as oitavas de final e sua média de resultados durante essas três corridas nas oitavas de final foi de 4,0 insanos durante esse trecho.  Em Talladega , Harvick fez seu 677º início de carreira na Cup Series, um a mais do que o total de inícios de carreira de Dale Earnhardt .  Seu pior resultado nos Playoffs foi 17º em Talladega, depois de ser recolhido no Big One, mas mais uma vez conseguiu terminar a corrida. Ele conquistou sua quarta vitória da temporada no Texas , fazendo sua quinta participação no Campeonato 4 nos últimos seis anos.  Ele terminou em terceiro na classificação pelo terceiro ano consecutivo, depois de terminar em quarto lugar em Homestead.

### 2020: Campeão da Temporada Regular
Para iniciar a temporada de 2020 , Harvick terminou em quarto lugar no Duelo 2 dos Bluegreen Vacations Duels em Daytona . Apesar de sofrer pequenos danos, ele terminou em quinto lugar no Daytona 500 , seu primeiro top-5 na corrida desde 2016 . Ele permaneceu consistentemente entre os 10 primeiros em Las Vegas , Fontana e Phoenix antes da temporada ser interrompida devido à pandemia de COVID-19 .
Em 22 de fevereiro, Harvick e o CEO da Camping World, Marcus Lemonis, ofereceram uma recompensa de US$ 100 mil a qualquer piloto em tempo integral da Cup Series que conseguisse vencer Kyle Busch na Truck Series . Corey LaJoie , Austin Dillon , Landon Cassill , e Timmy Hill estavam entre os que demonstraram interesse no desafio.  Chase Elliott finalmente aceitou a recompensa  e venceu na primeira corrida da Truck Series após a pausa da temporada em Charlotte. 
Quando as corridas foram retomadas em 17 de maio, Harvick obteve sua 50ª vitória na carreira no The Real Heroes 400 em Darlington.  A vitória permitiu que ele ultrapassasse o proprietário de seu carro, Tony Stewart, para se tornar o 12º piloto mais vencedor na história da Cup Series. Outras vitórias vieram durante o verão no Folds of Honor QuikTrip 500 em Atlanta (onde ele comemorou de maneira semelhante à sua vitória em 2001 lá),  no Pocono Organics 325 em Pocono (sua primeira vitória na pista),  o Brickyard 400 em Indianápolis (depois que o outro candidato ao campeonato Denny Hamlin estourou um pneu tarde), e uma varredura no doubleheader de Michigan (tornando-se o primeiro piloto a vencer corridas da Copa em dias consecutivos desde Richard Petty em 1971). 
Após sua sétima vitória da temporada no segundo Drydene 311 no Dover International Speedway , Harvick conquistou o campeonato da temporada regular. 
Depois de terminar em 20º lugar em Daytona , Harvick abriu a primeira rodada dos playoffs em alta ao segurar Austin Dillon para vencer seu segundo Southern 500 e derrotar Kyle Busch duas semanas depois para vencer a Bristol Night Race pela segunda vez em sua carreira, tornando-se o primeiro piloto a vencer pelo menos nove vezes em uma temporada desde Carl Edwards em 2008. Apesar dessas conquistas, Harvick foi eliminado nas oitavas de final após terminar em 17º em Martinsville .  Ele terminou em quinto lugar na classificação de pontos e passou a temporada inteira sem desistência, apenas pela quarta vez em sua carreira. 

### 2021: Quarta temporada sem vitórias e rivalidade com Chase Elliott
Harvick começou a temporada da Copa de 2021 com três resultados consecutivos entre os dez primeiros e foi um dos dois pilotos a fazer isso, sendo o outro Michael McDowell . Sua seqüência ininterrupta terminou na quarta corrida em Las Vegas , quando ele terminou em 20º após largar na pole.  Harvick terminou em 37º na corrida inaugural do Circuito das Américas depois que Bubba Wallace colidiu com ele em condições de chuva, sustentando sua primeira desistência desde a Bass Pro Shops NRA Night Race de 2019 . Mais tarde, ele criticou a NASCAR por permitir que a corrida prosseguisse com pouca visibilidade.  Apesar de não ter marcado nenhuma vitória pela primeira vez desde 2009, Harvick conseguiu chegar aos playoffs com sua consistência.
Em março, ele retornou à Truck Series pela primeira vez desde 2015 , quando se juntou à David Gilliland Racing para pilotar o número 17 na corrida de terra de Bristol. Stewart-Haas também trouxe de volta seu segundo carro Xfinity para Harvick realizar três corridas de estrada no Circuito das Américas , Road America e Indianápolis Road Course, todas novas na programação da Cup Series daquele ano.  Ele terminou em 5º e 99º lugar pela BJ McLeod Motorsports em colaboração com a Stewart-Haas Racing.
Apesar de não ter os pontos extras dos outros candidatos aos playoffs, Harvick permaneceu consistente o suficiente para chegar às oitavas de final. Na Bristol Night Race , ele se envolveu com Chase Elliott , fazendo com que este último saísse da disputa após cortar um pneu. Harvick liderou a corrida nas últimas voltas, mas Elliott deu uma volta e criou tráfego suficiente para desacelerar Harvick, permitindo que Kyle Larson o ultrapassasse para a vitória. Isso resultou em um acalorado confronto verbal entre Harvick e Elliott após a corrida. Nenhum dos pilotos foi repreendido pela NASCAR. Durante a corrida Charlotte Roval, Harvick esbarrou em Elliott e o mandou para a parede com danos na traseira. Mais tarde, Harvick sofreu uma falha nos freios e bateu de frente na parede da curva 1. Como resultado, ele foi eliminado das oitavas de final, a primeira eliminação da disputa dos playoffs em sua carreira.  Apesar disso e de não vencer pela primeira vez desde 2009, ele mais uma vez terminou em quinto lugar na classificação final.
2022: altos e baixo com a nova geração:
Harvick começou a temporada de 2022 com um 30º lugar no 2022 Daytona 500 . Além de quatro desistências, ele permaneceu consistente com suas finalizações até vencer em Michigan , quebrando uma seca de 65 corridas para se tornar o 15º vencedor diferente na temporada.  Harvick então marcou sua 60ª vitória na carreira em Richmond , uma semana depois.  No Southern 500 , Harvick terminou em 33º depois que seu carro pegou fogo, o que resultou em ser rebaixado para 16º e último na classificação dos Playoffs.  Na semana seguinte, no Kansas, Harvick bateu na parede na volta 33 depois que Ross Chastain fez contato com Bubba Wallace., resultando na terceira desistência consecutiva de Harvick pela primeira vez em sua carreira. Harvick foi eliminado nas oitavas de final depois de terminar em 10º e estar em situação de vitória obrigatória na corrida noturna de Bristol .  Em 5 de outubro, Childers foi suspenso por quatro corridas e multado em US$ 100.000 por uma penalidade L2 durante a inspeção pós-corrida após a corrida dos playoffs de Talladega . A penalidade veio de acordo com as Seções 14.1 (montagem do veículo) e 14.5 (carroceria) do Livro de Regras da NASCAR, ambas as quais pertencem à carroceria e às regras gerais de montagem do veículo que envolvem a modificação de uma peça fornecida por uma única fonte. Além disso, a equipe nº 4 conquistou 100 pontos de piloto e proprietário. Harvick terminou a temporada em 15º na classificação de pontos, seus primeiros pontos terminaram fora dos 10 primeiros desde 2009 

### 2023: última temporada em tempo integral
Em 12 de janeiro de 2023, Harvick anunciou que se aposentaria no final da temporada de 2023 .  Ele começou a temporada com um 12º lugar no Daytona 500 de 2023 . Ele então conseguiu três Top 10 consecutivos, quase vencendo em Phoenix pela décima vez, quando uma advertência forçou uma finalização verde-branca-xadrez, na qual terminou em 5º. Em sua última aparição na All-Star Race , o carro de Harvick usou o número 29 e um esquema de pintura retrô em homenagem à sua primeira vitória na carreira em Atlanta em 2001 .  Apesar de não vencer uma corrida, Harvick permaneceu consistente o suficiente para chegar aos playoffs em sua última temporada. Ele foi eliminado na conclusão das oitavas de final. A etapa de Homestead Miami foi renomeada para 4Ever 400 em homenagem a seu tour de despedida.
OUTRAS CORRIDAS:

### American Canadian Tour e ARCA Bondo / Mar-Hyde Series
Em 21 de julho de 2008, Harvick ganhou US$ 37.300 no 35º TD Bank 250 anual apresentado pelos New England Dodge Dealers em Oxford, Maine. Harvick derrotou os regulares da turnê; Glen Luce e Joey Polewarczyk Jr se tornarão o primeiro piloto ativo da NASCAR Sprint Cup Series a vencer as 250. O evento é tradicionalmente uma das principais corridas de pista curta da Nova Inglaterra. Desde o campeonato da West Series de 1998, ele competiu em quatro corridas com uma vitória. Ele também fez duas largadas na ARCA Bondo/Mar-Hyde Series em 1999 para Childress no 20º Invinca-Shields/Realtree Chevrolet, terminando entre os cinco primeiros em ambas as vezes.

### Tour CARROS
Em 9 de janeiro de 2023, um consórcio formado por Kevin Harvick Incorporated, DEJ Management , Jeff Burton Autosports, Inc. e Trackhouse Racing Team comprou o CARS Tour.

## Carreira de radiodifusão
Em 25 de janeiro de 2015, foi relatado que Harvick, junto com Jeff Gordon, Brad Keselowski e Danica Patrick,  serviria como analista rotativo para corridas da Xfinity Series com NASCAR na Fox .  Harvick foi o primeiro dos quatro a comentar, começando em Daytona; ele também trabalhou em Las Vegas, Dover,  e na corrida Truck Series em Talladega.
Em junho de 2017, Harvick foi o comentarista passo a passo da transmissão da Fox NASCAR da corrida Xfinity em Pocono como parte de uma cobertura exclusiva para pilotos da Copa. Ele trabalhou ao lado de Joey Logano e Clint Bowyer na cabine de transmissão.  A Fox trouxe de volta a transmissão Drivers Only em 2018 em Talladega e 2019 em Charlotte em maio, e o trio reprisou seus papéis no estande em ambos os anos.
Harvick não foi um dos analistas convidados da Fox em 2020, e "Drivers Only" não foi feito naquele ano devido à pandemia de COVID-19. No entanto, em 2021, Harvick foi incluído na lista de analistas convidados e atuou como comentarista colorido em Darlington em maio. 
Em 5 de fevereiro de 2023, Fox Sports e Harvick anunciaram que ele se juntaria ao estande de transmissão da Fox NASCAR em 2024, juntando-se a Mike Joy e ao ex-companheiro de equipe RCR e SHR Clint Bowyer a partir de 2024 
VIDA PESSOAL:
Harvick casou-se com DeLana (Linville) Harvick em 28 de fevereiro de 2001, em Las Vegas, Nevada , logo após sua estreia na Cup Series.  Eles se conheceram no ano anterior no Michigan International Speedway , onde na época ela trabalhava como relações públicas para o colega motorista Randy LaJoie . DeLana já havia trabalhado em uma função semelhante para Jeff Gordon e até mesmo se interessou pela direção de corrida.  DeLana é um participante ativo na carreira de Harvick, co-proprietário e trabalhando com KHI Management LLC, além de aparecer frequentemente no pit box de Harvick durante as corridas da Copa.
O casal mora em Charlotte, Carolina do Norte com seu filho Keelan, nascido em 8 de julho de 2012,  e filha Piper Harvick, nascida em 28 de dezembro de 2017.  Keelan compete em corridas de kart .  Em abril de 2021, Keelan se juntou a seu pai em uma corrida eNASCAR iRacing Pro Invitational Series . 
Harvick é um grande fã do Philadelphia Flyers da NHL .  Ele também afirmou durante a transmissão da ESPN do Energy 500 de 5 horas de 2011 , enquanto houve um atraso devido à chuva, que ele era um fã do time de beisebol New York Yankees . Em 10 de agosto de 2011, Harvick lançou o primeiro arremesso cerimonial entre os Yankees e os Los Angeles Angels no Yankee Stadium . 

### Fundação Kevin Harvick
Fundada em 2010 por Harvick e sua esposa, DeLana, a missão da Fundação Kevin Harvick (KHF) é apoiar programas que enriqueçam a vida de crianças em todos os Estados Unidos. A fundação trabalha não apenas para melhorar a qualidade de vida, mas também para ajudar jovens carentes a encontrar e realizar seus sonhos, apoiando programas como o Kevin Harvick Athletic Scholarship Fund na California State University , Bakersfield, uma cabana de camping em Victory Junction, Baptist Children's Homes da NC, Boys & Girls Clubs e Kevin's Krew.

## Na mídia
Harvick fez várias aparições em talk shows de TV durante sua carreira em programas como Late Show with David Letterman , Live with Regis and Kelly , Jim Rome is Burning e The Tony Danza Show . Ele também esteve na primeira temporada de NASCAR Drivers: 360 da FX . Foi necessária uma análise aprofundada dos pilotos da NASCAR fora da pista e da preparação necessária para ser um piloto da NASCAR.  Harvick também esteve no MTV Cribs .
No início de 2003 Harvick é destaque na capa da temporada NASCAR Racing 2003 ao lado de Jimmie Johnson .
Em 2004, o game show Family Feud apresentou um especial da NASCAR envolvendo Harvick, com a ajuda do também californiano e então apresentador Richard Karn . No especial, Harvick enfrentou o colega piloto de corrida Jeremy Mayfield e sua fundação, jogando Family Feud em nome da Fundação Kevin Harvick. Embora não tenham vencido, Harvick e sua equipe conseguiram marcar 276 pontos, ganhando US$ 276 para sua instituição de caridade.
Em 19 de fevereiro de 2011, o patrocinador de Harvick, Budweiser , apresentou "The Roast of Kevin Harvick", que teve alguns oponentes e companheiros de equipe de Harvick dando seus pensamentos e opiniões sobre o piloto da Sprint Cup. 

### Apelidos
Harvick foi apelidado de "Happy Harvick" ironicamente devido às suas ocasionais explosões de temperamento. Seu pit sign, que é um rosto sorridente, é uma brincadeira com o apelido.  Ele também recebeu o apelido de "The Closer" por sua habilidade de fazer passes tardios para a vitória (muitas vezes com os comentaristas perguntando "De onde ele veio?" porque muitas vezes ele os fazia de uma distância considerável atrás, geralmente aproveitando do líder ficar sem combustível nas últimas curvas).